# Snow Patrol
Snow Patrol es una banda de rock alternativo británica fundada en 1994 y originaria de las regiones de Irlanda del Norte y Escocia.

## Historia
El grupo se formó en 1994 en Dundee por el vocalista y guitarrista Gary Lightbody, y por el bajista y teclista Mark McClelland, dos estudiantes de Irlanda del Norte que se encontraban estudiando en la universidad de la ciudad. Más tarde, el batería John Quinn se agregaría a la formación. El primer nombre del grupo era Polar Bear, pero lo cambiaron por Snow Patrol porque una banda americana se llamaba igual. Con su primer disco, Song for polarbears (1998), lograron un notable éxito en la escena alternativa del Reino Unido. Las variadas influencias del trío se dejaban sentir en este álbum, que recibió buenas críticas por su pop punk infeccioso con una inclinación a la distorsión.
Tras finalizar sus estudios, el trío se instaló en Glasgow, a finales de 2000. En 2001 publican su segundo álbum, When it's all over we still have to clear up, que incorporaba precipitados ataques de guitarras distorsionadas, baterías efervescentes y vertiginosos himnos pop. Mientras tanto, la banda se hizo con un buen número de admiradores. Durante todo este tiempo la banda no había mantenido buenas relaciones con su antigua discográfica, pasando a trabajar con la Fiction Records, un sello de Polydor. Anteriormente, el guitarrista Nathan Connolly se había incorporado al grupo.
Como cuarteto sacaron Final Straw (2004), un tercer disco que fue candidato a un premio Mercury como mejor disco ese mismo año. 
Por ese entonces la banda está lista para embarcarse en su primera gira por Estados Unidos. Al mismo tiempo se reeditaba el álbum Final Straw en Reino Unido, que en la primera semana entró directo al número tres en las listas de ventas.
En 2005 el bajista Mark McClelland dejó el grupo. Paul Wilson, que había colaborado con la banda anteriormente, le sustituyó. El teclista Tom Simpson, que asimismo había colaborado con ellos, también se incorporó al grupo. En ese mismo año actuaron como artistas invitados junto a The Killers en algunas ciudades de Europa en el Vertigo Tour, gira de U2. 

En mayo de 2006, Snow Patrol versionó la canción de John Lennon "Isolation", para dar apoyo a una campaña de Amnistía en internet, que pedirá justicia para Sudán. La idea de la campaña era llevar frente a la justicia a los criminales de guerra causantes de la violación masiva de mujeres en Darfur. Bono, de U2, fue quien invitó a Snow Patrol a ayudar en la campaña. En el vídeo difundido por internet, mientras suena la canción, se pueden ver entrevistas a gente de Darfur para pasar luego a una intervención del actor estadounidense Don Cheadle. Después de ver el vídeo, se pueden hacer donaciones o enviar una tarjeta electrónica al Ministerio de Justicia de Sudán.

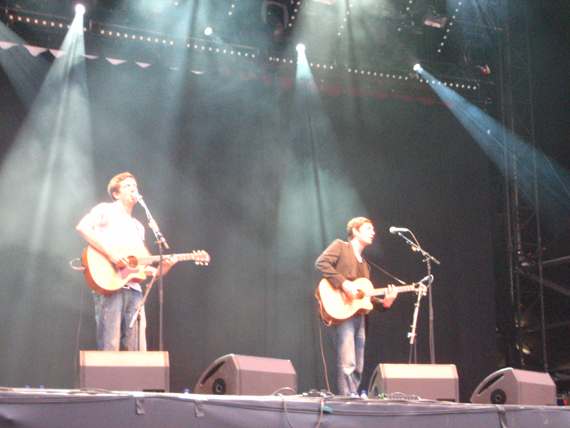
Snow Patrol en el festival Pukkelpop 2006.

En 2006 publicaron el disco Eyes Open, que ha sido alabado por la crítica. El álbum subió rápidamente a lo más alto de las listas de ventas de Reino Unido e Irlanda, consiguiendo el número uno. Con singles como "You're All I Have" o "Hands Open" han conseguido un gran éxito a ambos lados del Atlántico, ofreciendo multitudinarios conciertos.El sencillo «Chasing Cars», extraído de este
álbum, fue el más exitoso del grupo. Con este disco Snow Patrol inició una gira en Madrid presentando sus nuevos temas. Colaboraron en la banda sonora de Spiderman 3, con el tema principal llamado "Signal Fire" como compositores. El 28 de octubre de 2008 salió a la venta su quinto álbum, titulado A Hundred Million Suns.
Up to now es un álbum recopilatorio que cuenta con treinta temas entre sencillos, rarezas, versiones, canciones nuevas y canciones de un súper grupo formado por componentes de entre otros, Belle & Sebastian, Idlewild, Teenage Fanclub, además de Gary Lightbody. Publicado el 9 de noviembre de 2009, está disponible en dos versiones, uno doble CD, y el otro un digipack con los dos CD más un DVD. Además, se editó una edición limitada con los dos CD, tres LP, dos DVD, una litografía de Bradley Quinn y un libro. El 2 de noviembre salió a la venta "Just Say Yes", primer sencillo del álbum, y una de las tres canciones inéditas.

### Fallen Empires
En el 2011 regresan con su sexto y último álbum de estudio titulado Fallen Empires, publicado el 14 de noviembre de 2011 en el Reino Unido y el 20 de enero de 2012 en Los Estados Unidos, bajo el sello de Polydor Ltd. / Island Def Jam, en los formatos de CD / Descarga / Vinilo / y en una edición limitada de lujo en CD/DVD que incluirá 10 temas en vivo filmado en el Royal Albert Hall durante el ‘Reworked Tour’. El primer sencillo es Called Out in the Dark, el segundo video es "This Isn't Everything You Are" filmado en Buenos Aires, Argentina. El tercer video es "In The End" publicado oficialmente el 13 de enero de 2012 en el canal oficial de la banda en YoutubeVEVO. El video cuenta con un muy elegante y apuesto Gary Lightbody con dos bailarines clásicos en el Teatro LA. El cuarto y último video es "New York" en el que se puede ver a la banda en un bar con muchos de sus amigos. El álbum cuenta con 10 canciones y 4 bonus tracks.

## Discografía
- Songs for Polarbears (1999)
- When It's All Over We Still Have to Clear Up (2001)
- Final Straw (2004)
- Eyes Open (2006)
- A Hundred Million Suns (2008)
- Fallen Empires (2011)
- Wildness (2018)
- Reworked (2019)
- The Forest Is the Path (2024)

## Recopilatorios
- The trip: Created by Snow Patrol (2004)
- Late night tales: Snow Patrol (2009)
- Up to now (2009)

## DVD
- Live at Somerset house (2004)